# Rio de Santa Caterina
Le rio de Santa Caterina (canal de Sainte-Catherine) est un canal de Venise dans le sestiere de Cannaregio en Italie.

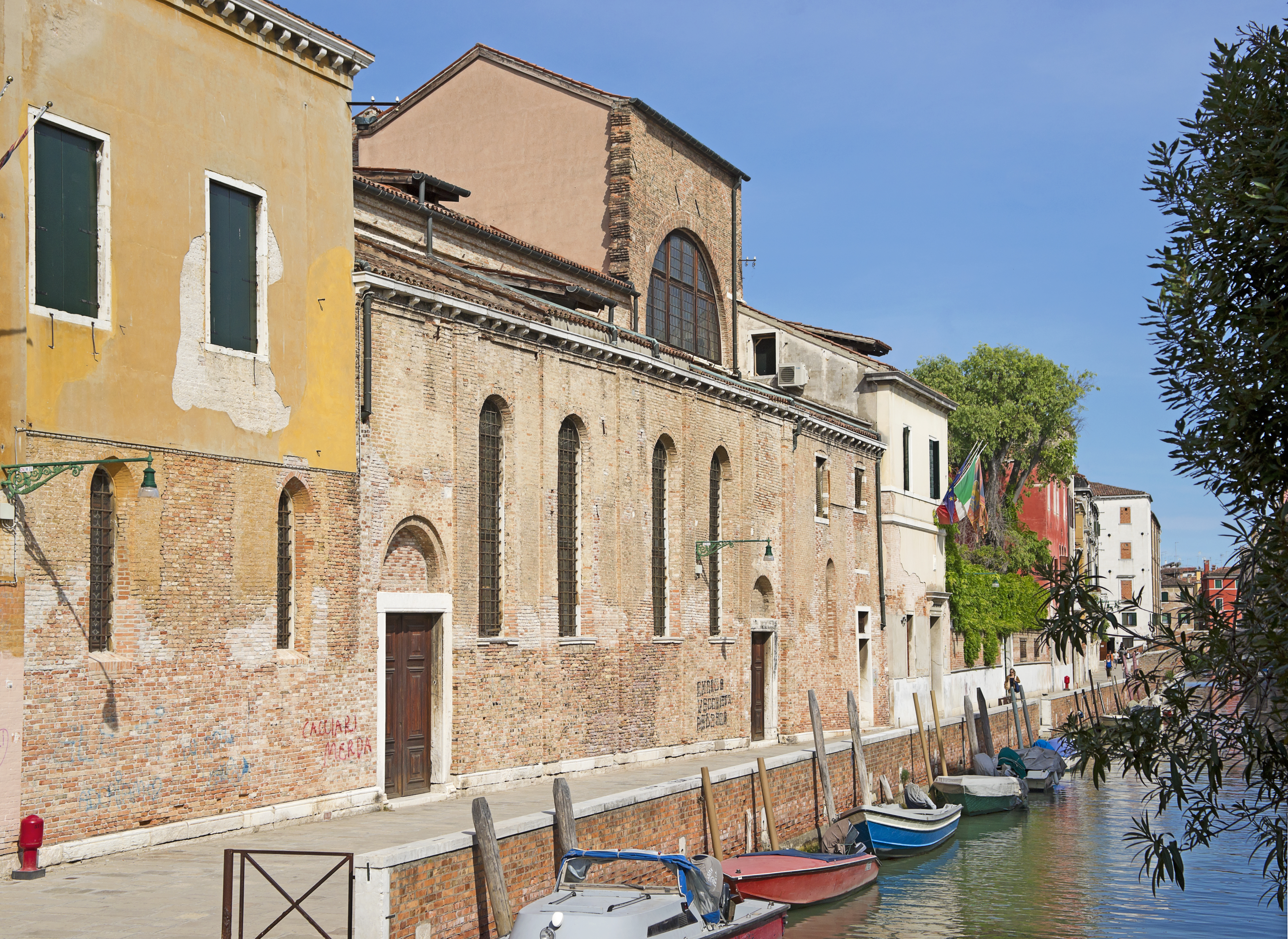
L'ancienne église Santa Caterina le long du rio et fondamenta du même nom

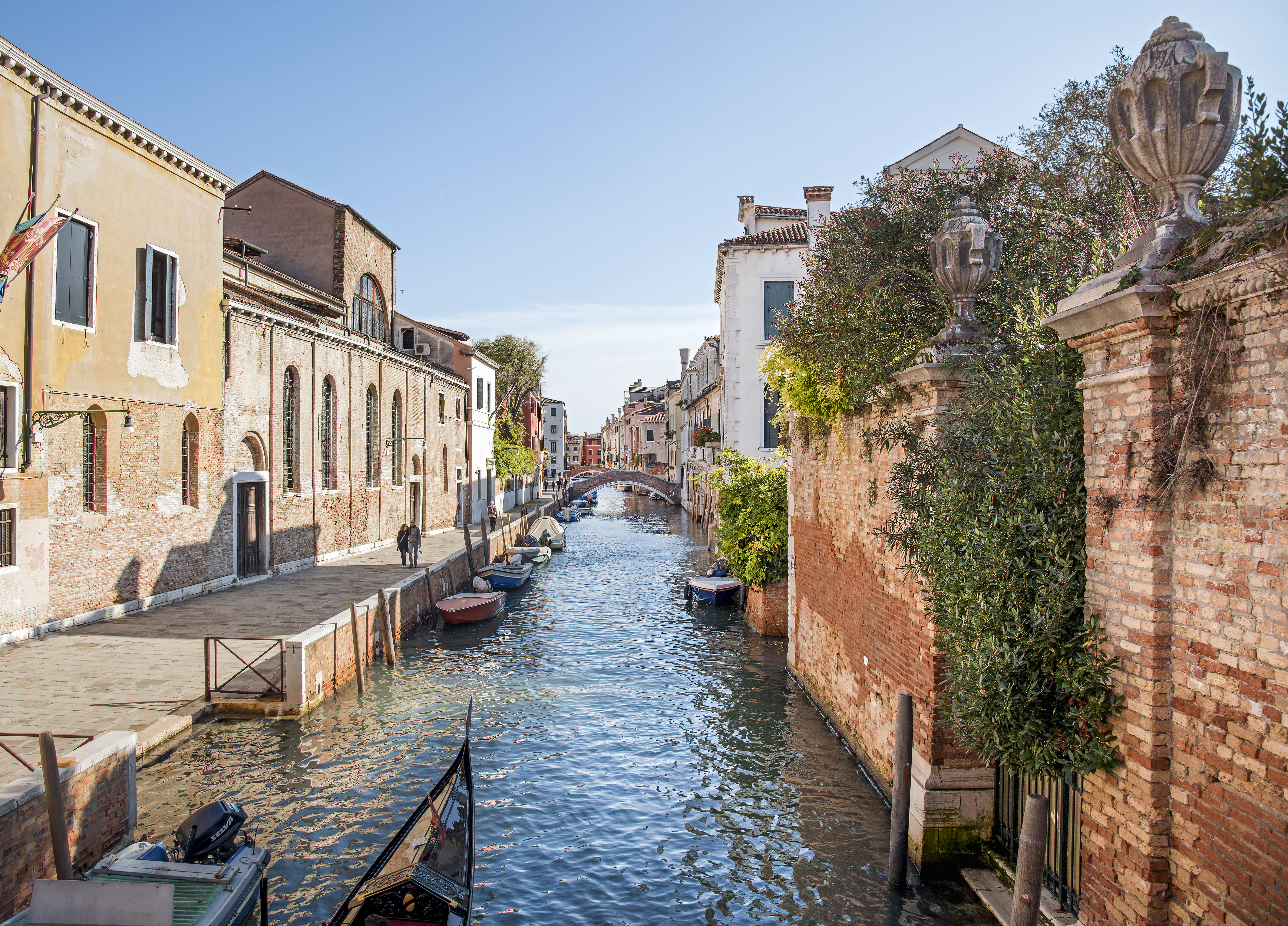
Le rio vu du ponte Molin de la Racheta

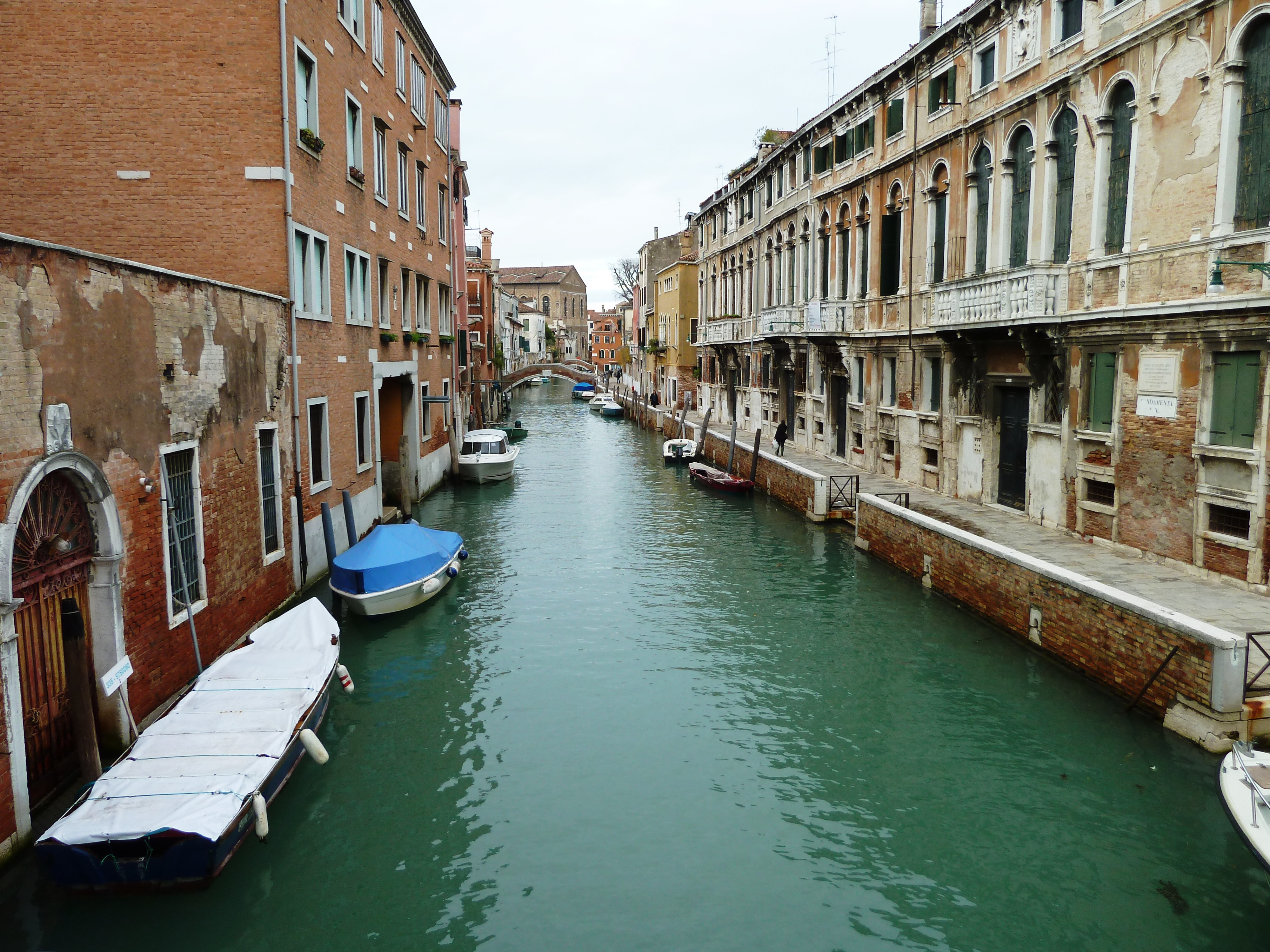
Le rio vu du ponte dei Gesuiti

## Description
Le rio de Santa Caterina a une longueur de 310 m. Il part du Canal de la Misericordia vers l'est-sud-est pour se terminer dans le rio dei Gesuiti.

## Toponymie
Le nom provient de l'ancienne église Santa Caterina, proche.

## Situation
- Ce rio longe successivement le Fondamenta de Santa Caterina et ensuite Zen.
- Ce canal longe :
  - l'ancien couvent et église Santa Caterina ;
  - le palais Zen (it);
  - le campo des Gesuiti.
- Ce canal croise deux rii sur son flanc sud, d'ouest en est:
  - le rio de la Racheta ;
  - le rio de l'Acqua Dolce.

## Ponts
Ce canal est traversé par trois ponts, d'ouest en est:
- Le ponte Molin de la Racheta reliant la calle longa Santa Caterina à la calle de la Racheta
- Le ponte de Santa Caterina (ou Zanardi) reliant le fondamenta éponyme à la Calle Zanardi
- Le ponte dei Gesuiti reliant le campo éponyme et  la Salizada Seriman

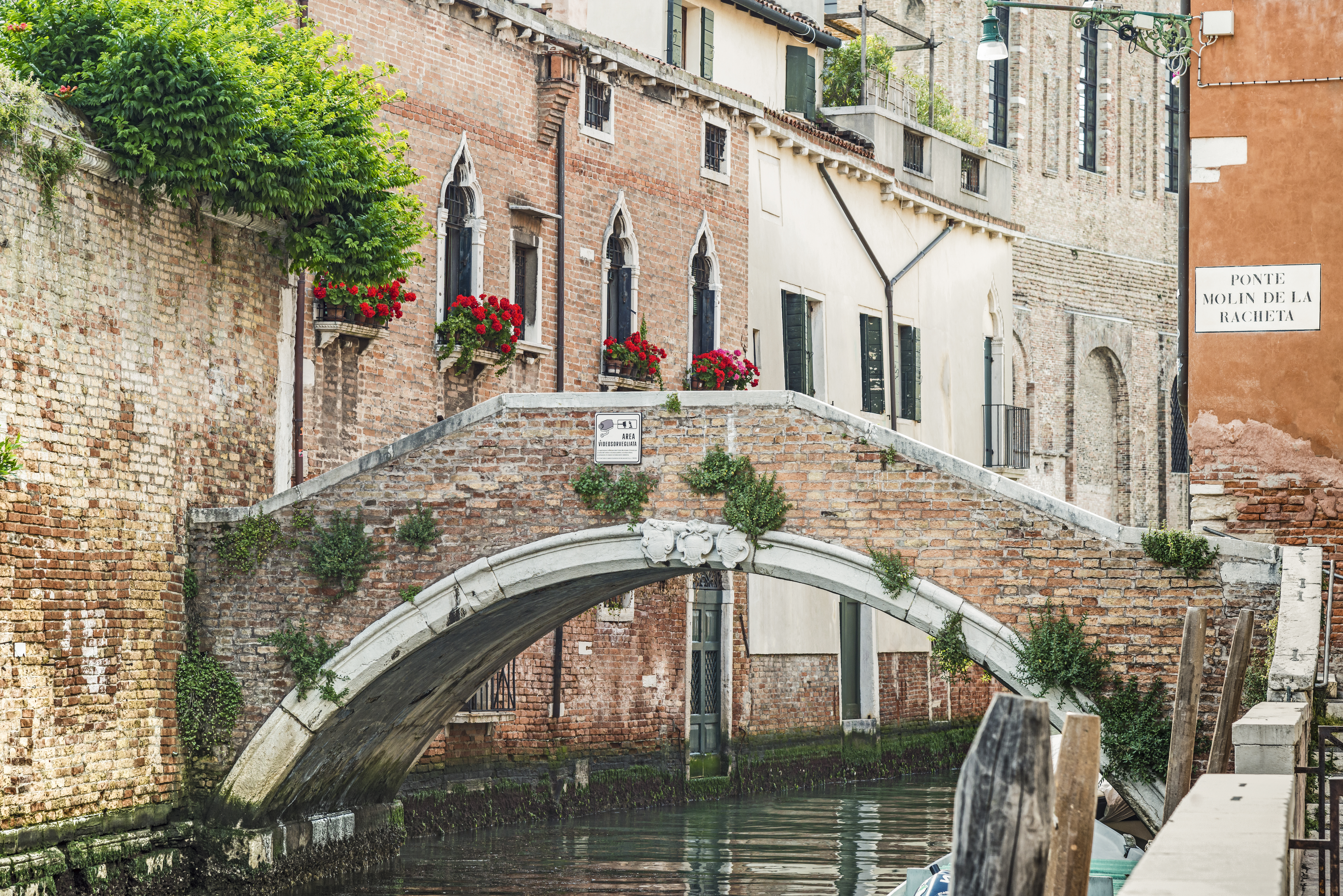
Ponte Molin de la Racheta
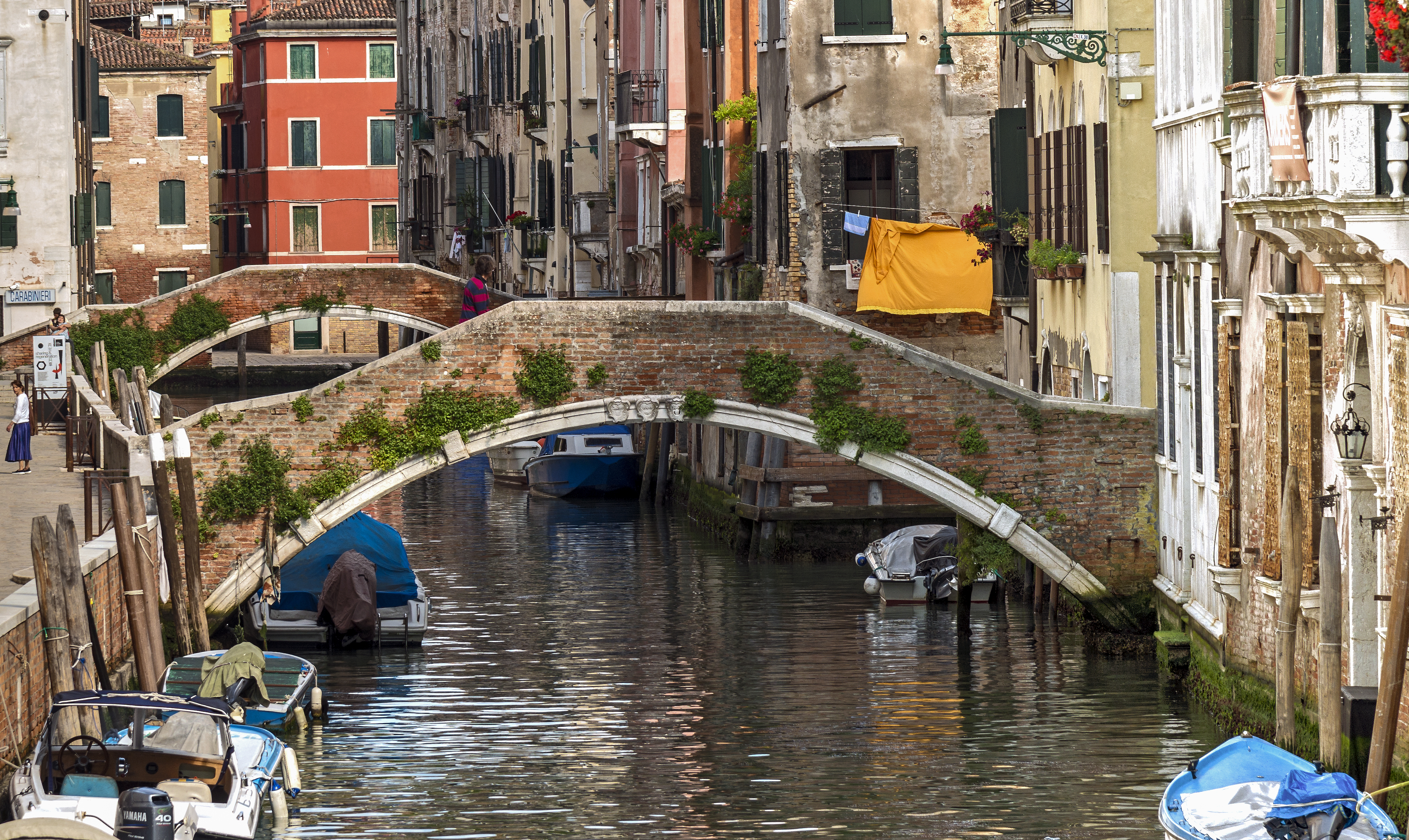
Ponte de Santa Caterina (ou Zanardi)
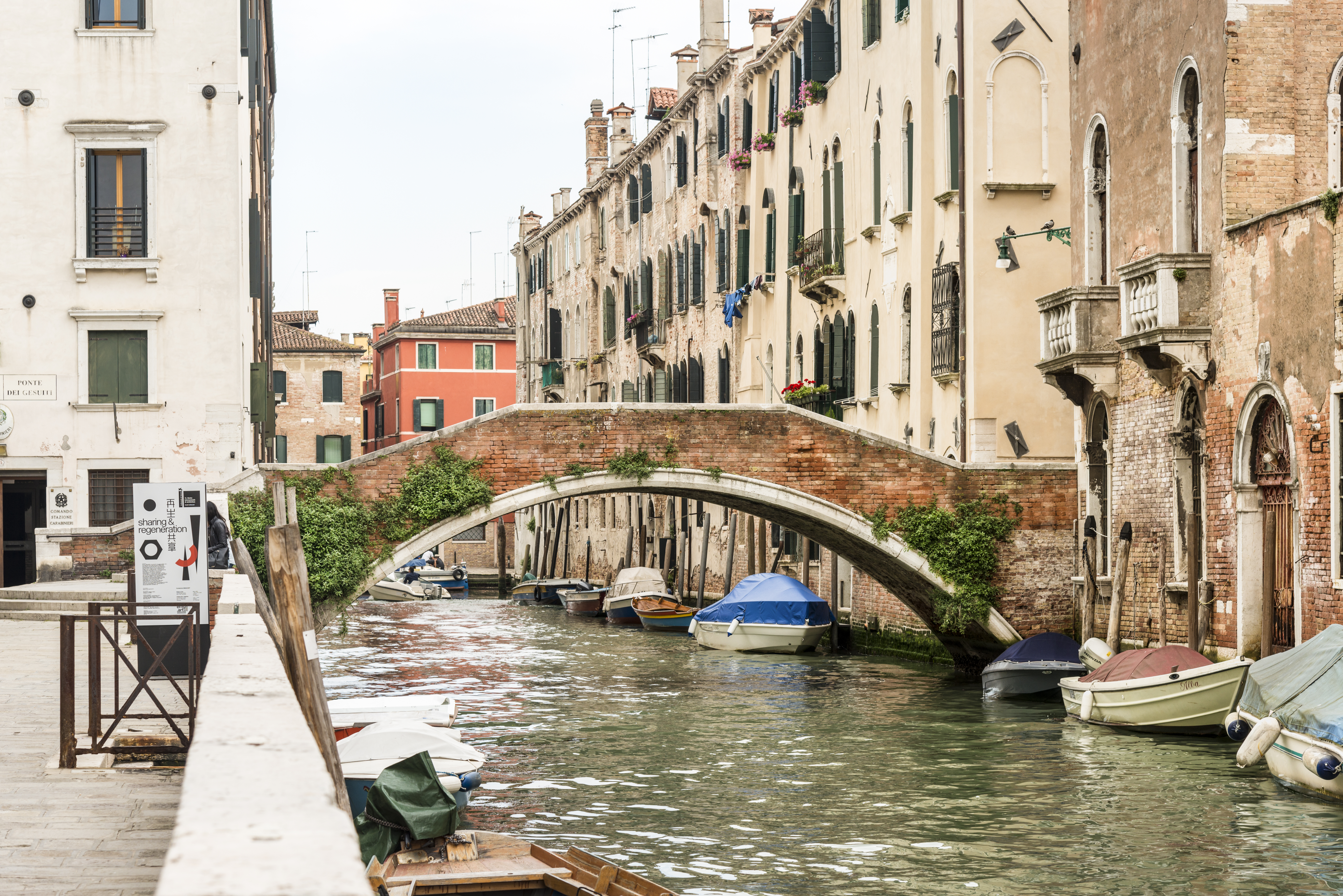
Ponte dei Gesuiti